# Великі очі
«Великі очі» (англ. Big Eyes) — біографічна драма режисера Тіма Бертона 2014 року про відому американську художницю Маргарет Кін, її феноменальний успіх наприкінці 1950-х років та взаємовідносини з її чоловіком, який видавав себе за справжнього автора її картин.

## Сюжет
Америка, 50-і роки. Невідомий раніше художник Волтер Кін голосно заявив про себе зворушливими картинами з дітьми, що мають непропорційно великі очі. Світова спільнота в захваті! Популярність робіт Кіна зростає величезними темпами, поки його дружина, Маргарет, не робить шокуючу заяву: всі картини з великоокими дітьми намалювала вона, а не Волтер. Подружня суперечка, що перетікає в судову тяганину, приковує увагу мільйонів людей. Хто ж бреше?

## В ролях
- Емі Адамс — Маргарет Кін
- Крістоф Вальц — Волтер Кін
- Денні Г'юстон — Дік Нолан
- Делані Рей — маленька Джейн Ульбріх
- Теренс Стемп — Джон Кенедей
- Крістен Ріттер — ДіЕнн
- Джейсон Шварцман — Рубен
- Мадлен Артур — юна Джейн Ульбріх
- Джон Політо — Енріко Бандуччі

## Нагороди
| Рік  | Премія                                      | Категорія                                   | Номінант                          | Результат |
| ---- | ------------------------------------------- | ------------------------------------------- | --------------------------------- | --------- |
| 2015 | Золотий глобус                              | Найкраща жіноча роль (комедія або мюзикл)   | Емі Адамс                         | Перемога  |
| 2015 | Золотий глобус                              | Найкраща чоловіча роль (комедія або мюзикл) | Крістоф Вальц                     | Номінація |
| 2015 | Золотий глобус                              | Найкраща пісня                              | Лана Дель Рей «Big Eyes»          | Номінація |
| 2015 | Critics' Choice Movie Award                 | Найкраща пісня                              | Лана Дель Рей «Big Eyes»          | Номінація |
| 2015 | Американське товариство фахівців з кастингу |                                             |                                   | Номінація |
| 2015 | БАФТА                                       | Найкраща жіноча роль                        | Емі Адамс                         | Номінація |
| 2015 | БАФТА                                       | Найкраща робота художника-постановника      | Рік Гейнрікс, Шейн Во             | Номінація |
| 2015 | Незалежний дух                              | Найкращий сценарій                          | Скотт Александр, Ларрі Карашевскі | Номінація |